# Wilhelm Waterstrat
Wilhelm Waterstrat (* 11. April 1899 in Carlow, Mecklenburg; † 16. Dezember 1969 in Hamburg)
war Lehrer an der Lübecker Volksschule in Moisling, Kaufmann und als Mitglied der Lübecker SPD in den Jahren 1926 bis 1933 Abgeordneter der Lübecker Bürgerschaft.
Nach der Machtergreifung der Nationalsozialisten im Jahr 1933 kam er für vier Monate in Untersuchungshaft in Lübeck. Anschließend war er in „Schutzhaft“ im KZ Fuhlsbüttel. Infolge seiner antinationalsozialistischen Einstellung verlor er seinen Arbeitsplatz und die damit verbundenen Pensionsansprüche, wurde mit einem Berufsverbot belegt und aus Lübeck ausgewiesen. Begründet wurde seine Entlassung aus dem Schuldienst mit dem im gleichen Jahr erlassenen Berufsbeamtengesetz. Ab Februar 1934 lebte Waterstrat in Hamburg, wo er im Dezember 1969 verstarb.

## Ehrungen
- Seit dem Jahr 1945 war er Ehrenvorsitzender der SPD in Lübeck-Moisling.

## Würdigungen
- In Lübeck ist eine Straße, der 1,187 km lange Wilhelm-Waterstrat-Weg, nach ihm benannt.[3]